# Белар, Леопольд
Леопольд Белар (словен. Leopold Belar; 27 октября 1828, Идрия — 17 июня 1899, Любляна) — словенский композитор и педагог.

## Биография
Родился в 1828 году в Идрии (по другим данным в Любляне). Во время получения начального образования в Идрии с 1835 по 1844 год, Леопольд Белар начал проявлять интерес к музыке благодаря школьному учителю и органисту Антону Крашнару, у которого он учился пению, игре на фортепиано и скрипке. Следующие два года, начиная с 1844, он проходил стажировку по профессии учителя в Любляне, где также брал уроки у композитора Гашпера Машека и пел в хоре францисканской церкви.
В 1847 году Белар устроился на работу учителем в городе Церкница, чем дал старт своей более чем полувековой преподавательской карьере, во время которой он успел поработать учителем в таких городах как Боровница, Трново-на-Нотраньске и Брезовица-при-Любляне, и смог познакомиться с Мирославом Вильхаром. В 1862 году он был приглашён в Любляну на должность учителя в единственную городскую школу для мальчиков при Соборе Святого Иакова. После открытия второй в городе школы для мальчиков в 1870 году, он был сначала назначен временным, а через три года и постоянным её руководителем.
В 1889 году он вышел на пенсию, по случаю чего был награждён Крестом «За военные заслуги» и получил звание почётного гражданина Любляны.

## Творчество
В 1847 году в Церкнице он, по свидетельству его сына, сочинил свою первую композицию «Oče večni v visokosti». Это была месса на словенском языке, что отличало её от последующих церковных композиций Белара, созданных преимущественно на латыни. Религиозная тематика была не единственным представителем его творчества, он также был автором светских композиций, число которых однако было небольшим, по сравнению с церковными.